# Oligembia armata
Oligembia armata is een insectensoort uit de familie Teratembiidae, die tot de orde webspinners (Embioptera) behoort. De soort komt voor in Mexico, Panama en Trinidad.
Oligembia armata is voor het eerst wetenschappelijk beschreven door Ross in 1944.